# دام دولا
دامینیک مَتِسون (انگلیسی: Dominic Matheson) که بیشتر با نام هنری دام دولا (انگلیسی: Dom Dolla) شناخته می‌شود، تهیه‌کنندهٔ موسیقی هاوس اهل استرالیا است. او یک بار در سال ۲۰۱۷ برای قطعهٔ «خشن باش» با همراهی تورن فوت، و یک بار دیگر در سال ۲۰۱۹ برای قطعهٔ «بگیرش» نامزد جایزه ای‌آرآی‌ای برای بهترین قطعه رقص شده‌است. متسون این جایزه را در جوایز موسیقی ای‌آرآی‌ای ۲۰۲۰ برای آهنگ «سان فراندیسکو» دریافت کرده‌است.

## ترانه‌شناسی

### تک‌آهنگ‌ها
| عنوان                                                                     | سال  | بهترین جایگاه در جدول‌های موسیقی | بهترین جایگاه در جدول‌های موسیقی | بهترین جایگاه در جدول‌های موسیقی | بهترین جایگاه در جدول‌های موسیقی | بهترین جایگاه در جدول‌های موسیقی | بهترین جایگاه در جدول‌های موسیقی | گواهی‌نامه‌ها        | آلبوم                   |
| عنوان                                                                     | سال  | استرالیا                        | بلژیک (فلاندرز)                 | ایرلند                          | داغ نیوزیلند                    | بریتانیا                        | رقص آمریکا                      | گواهی‌نامه‌ها        | آلبوم                   |
| ------------------------------------------------------------------------- | ---- | ------------------------------- | ------------------------------- | ------------------------------- | ------------------------------- | ------------------------------- | ------------------------------- | ------------------ | ----------------------- |
| «بوکسور»                                                                  | ۲۰۱۳ | —                               | —                               | —                               | —                               | —                               | —                               |                    | تک‌آهنگ‌های خارج از آلبوم |
| «عشقی مثل این»                                                            | ۲۰۱۵ | —                               | —                               | —                               | —                               | —                               | —                               |                    | تک‌آهنگ‌های خارج از آلبوم |
| «تعریف» (به‌همراه گو فریک)                                                 | ۲۰۱۵ | —                               | —                               | —                               | —                               | —                               | —                               |                    | تک‌آهنگ‌های خارج از آلبوم |
| «تو»                                                                      | ۲۰۱۶ | —                               | —                               | —                               | —                               | —                               | —                               |                    | تک‌آهنگ‌های خارج از آلبوم |
| «خشن باش» (به‌همراه تورن فوت)                                              | ۲۰۱۷ | —                               | —                               | —                               | —                               | —                               | —                               |                    | تک‌آهنگ‌های خارج از آلبوم |
| «بگیرش»                                                                   | ۲۰۱۷ | —                               | ۴۱                              | —                               | —                               | —                               | —                               |                    | تک‌آهنگ‌های خارج از آلبوم |
| «سان فراندیسکو»                                                           | ۲۰۱۹ | —                               | ۹۰                              | —                               | ۳۷                              | —                               | ۴۰                              | - ای‌آرآی‌ای: پلاتین | تک‌آهنگ‌های خارج از آلبوم |
| «حرکت کوکرکورانه» (به‌همراه سونی فدورا)                                    | ۲۰۲۰ | —                               | —                               | —                               | ۳۹                              | —                               | —                               |                    | تک‌آهنگ‌های خارج از آلبوم |
| «ترمز بگیر»                                                               | ۲۰۲۱ | —                               | ۶۶                              | —                               | ۳۷                              | —                               | ۳۳                              |                    | تک‌آهنگ‌های خارج از آلبوم |
| «غریبه‌ها» (به‌همراه منشن‌ایر)                                               | ۲۰۲۱ | —                               | —                               | —                               | —                               | —                               | —                               |                    | تک‌آهنگ‌های خارج از آلبوم |
| «معجزه‌گر» (به‌همراه سلمنتین داگلاس)                                        | ۲۰۲۲ | —                               | —                               | —                               | ۱۳                              | —                               | ۳۵                              |                    | تک‌آهنگ‌های خارج از آلبوم |
| «غبار قافیه» (به‌همراه ام‌کی)                                               | ۲۰۲۳ | ۳۲                              | —                               | ۳۲                              | ۴                               | ۶۳                              | ۹                               | - ای‌آرآی‌ای: طلا    | تک‌آهنگ‌های خارج از آلبوم |
| «مردت را بخور» (به‌همراه نلی فورتادو)                                      | ۲۰۲۳ | ۸۴                              | —                               | —                               | ۱۳                              | —                               | ۱۵                              |                    | تک‌آهنگ‌های خارج از آلبوم |
| «—» نشانگر قطعه‌ای است که در جدول‌های موسیقی قرار نگرفته یا منتشر نشده است. |      |                                 |                                 |                                 |                                 |                                 |                                 |                    |                         |

## جوایز و نامزدی‌ها

### جوایز ای‌آی‌آر
جوایز ای‌آی‌آر به‌طور سالانه برای تقدیر از پرفروش‌ترین هنرمندان مستقل استرالیایی برگزار می‌شود. دام دولا در این جشنواره نامزد سه جایزه شده‌است.
| سال               | نامزدی / اثر    | جایزه                                       | نتیجه    |
| ----------------- | --------------- | ------------------------------------------- | -------- |
| جوایز ای‌آی‌آر ۲۰۱۹ | «بگیرش»         | بهترین تک‌آهنگ مستقل رقص، الکترونیکا یا کلاب | نامزدشده |
| جوایز ای‌آی‌آر ۲۰۲۰ | «سان فراندیسکو» | بهترین تک‌آهنگ مستقل                         | نامزدشده |
| جوایز ای‌آی‌آر ۲۰۲۰ | «سان فراندیسکو» | بهترین تک‌آهنگ مستقل رقص، الکترونیکا یا کلاب | برنده    |

### جوایز ای‌پی‌آرای
جوایز ای‌پی‌آرای توسط انجمن حق استرالیایی در استرالیا و نیوزلند به‌طور سالانه برگزار می‌شود تا مهارت‌های اعضای خود در ترانه‌پردازی و فروش و نیز عملکرد آن‌ها در پخش جاری را سنجش کند. دام دولا در این جشنواره نامزد یک جایزه شده‌است.
| سال  | نامزدی / اثر    | جایزه                  | نتیجه    |
| ---- | --------------- | ---------------------- | -------- |
| ۲۰۲۰ | «بگیرش»         | پراجراترین اثر رقص سال | نامزدشده |
| ۲۰۲۱ | «سان فراندیسکو» | پراجراترین اثر رقص سال | نامزدشده |

### جوایز موسیقی ای‌آرآی‌ای
جوایز موسیقی ای‌آرآی‌ای جوایز سالانه‌ای هستند که برتری، نوآوری و موفقیت را در تمام ژانرهای موسیقی استرالیا تحت پوشش قرار می‌دهند. دام دولا در این جشنواره از میان چهار نامزدی، برندهٔ یک جایزه شده‌است.
| سال  | نامزدی / اثر                 | جایزه           | نتیجه    | م.     |
| ---- | ---------------------------- | --------------- | -------- | ------ |
| ۲۰۱۷ | «خشن باش» (به‌همراه تورن فوت) | بهترین قطعهٔ رقص | نامزدشده |        |
| ۲۰۱۹ | «بگیرش»                      | بهترین قطعهٔ رقص | نامزدشده |        |
| ۲۰۲۰ | «سان فراندیسکو»              | بهترین قطعهٔ رقص | برنده    | [ ۳۲ ] |
| ۲۰۲۱ | «ترمز بگیر»                  | بهترین قطعهٔ رقص | نامزدشده | [ ۳۳ ] |

### جوایز موسیقی ویکتوریا
جوایز موسیقی ویکتوریا جوایز سالانه‌ای هستند که موسیقی ویکتوریایی را تحت پوشش قرار می‌دهند. این جشنواره در سال ۲۰۰۶ بنیان‌گذاری شده‌است.
| سال                        | نامزدی / اثر | جایزه                   | نتیجه    | م.            |
| -------------------------- | ------------ | ----------------------- | -------- | ------------- |
| جوایز موسیقی ویکتوریا ۲۰۱۷ | دام دولا     | بهترین فعالیت الکترونیک | نامزدشده | [ ۳۴ ] [ ۳۵ ] |